# Schiller (zespół muzyczny)
 Schiller – niemiecka grupa muzyczna założona w 1998 w Niemczech przez dwóch producentów: Christophera von Deylena i Mirko von Schlieffena.

## Kariera
Singel "Das Glockenspiel" ukazał się w 1998 i promował pierwsze dzieło twórców. Płyta Zeitgeist, wydana w 1999, otrzymała status złotej płyty.
Kolejna płyta Schillera, wydana w 2001 Weltreise, sprzedana została w ponad 1 mln egzemplarzy. Zaproszeni goście, Kim Sanders i Peter Heppner, wylansowali takie przeboje jak "Dancing with Loneliness" czy "Dream of You".
Po nagraniu płyty Weltreise, Mirko von Schlieffen zdecydował się na odejście z zespołu. Od tej pory Christopher von Deylen, już jako jedyna osoba odpowiedzialna za Schillera, w 2003 wydał płytę Leben. Do udziału w nagraniach zaprosił znanych już z wcześniejszej płyty Kim Sanders i Petera Heppnera, jak również miLù, Veljanova, Maye Saban oraz Sarah Brightman, znaną z przeboju "Time to say goodbye" wykonywanego razem z Andreą Bocellim.
W 2005 Christopher Von Deylen wydał kolejną płytę, Tag und Nacht, na której również możemy usłyszeć znane głosy – wystąpili na niej m.in. Moya Brennan czy Thomas D. Singel promujący płytę to "Die Nacht du bist nicht allein". Przy tworzeniu albumu brał udział również Mike Oldfield, brzmienie jego gitary usłyszeć można w utworze "Morgentau". Również w 2005 von Deylen współpracował z Oldfieldem przy nagraniu utworu "Nightshade" na jego płytę Light + Shade.
Schiller wydał również wersję DVD płyty Leben, zawierającą sam album, a także koncerty, wywiady i zdjęcia.
Grupa była ponadto częścią kolektywu Trance Allstars.
Schiller pięć razy odwiedził Polskę – w 2001, 2003, 2018, 2019 i 2022. Koncert zaplanowany w ramach trasy "Tag und Nacht Tour", miał odbyć się 13 stycznia 2007, jednak nie doszedł do skutku. Po długiej przerwie w lutym 2018 odwiedził Warszawę i zagrał instrumentalny koncert "Klangwelten" w klubie Progresja. W 2019 ponownie wrócił do Polski z dwoma koncertami w Krakowie i Warszawie, 15 stycznia 2019 zagrał w klubie Palladium, a 16 stycznia w krakowskim kinie "Kijów". Koncert "Schiller live in Europe 2019" fani usłyszeli w systermie surround.

## Dyskografia

### Albumy studyjne
- Zeitgeist (1999)
- Zeitgeist Limited Edition (2CD) (1999)
- Weltreise (2001)
- Weltreise Limited Edition (2CD) (2001)
- Voyage (2001)(Stany Zjednoczone)
- Leben (2003)
- Leben Limited Edition (2CD) (2003)
- Life (2003)(Polska)
- Tag und Nacht (2005)
- Tag Und Nacht Limited Edition (2CD) (2005)
- Tagtraum (2006) jako bonus CD do wydania DVD
- Day And Night (2007)
- Sehnsucht (2008)
- Desire (Sehnsucht) (Europa)(2008)
- Sehnsucht Live (2008)
- Desire 2.0 (2009)
- Atemlos (2CD) (2010) POL #48[1]
- Lichtblick EP (2010)
- Sonne / (Sun) (2012)
- Opus / (Opus) (2013)
- Future (2016)
- Morgenstund (2019)
- Colors (2020)
- Epic (2021)

### Albumy koncertowe
- Live erLeben (2004)
- Live Erleben Die Einlassmusik (2004)
- Live Erleben Die Einlassmusik 2 (2004)
- Prologue (Stany Zjednoczone) (2005)
- Tag und Nacht auf Tour Die Einlassmusik 3 (2006)
- Sehnsucht Auf Tour Die Einlassmusik 4 (2008)
- Sehnsucht Auf Tour Die Einlassmusik 5 (2008)
- Forever (2008)
- Die Einlassmusik 6 Tour 2010 (2010)
- Atemlos Live (2010)
- Die Einlassmusik 7 Klangwelten (2011)
- Symphonia (2014)

### Blu ray
- Atemlos Live (2010)
- Sonne Live (2013)
- Opus (2013)
- Symphonia (2014)
- Zeitreise (2016)
- Morgenstund (2019)
- Colors (2020)

### DVD
- Weltreise (2001)
- Plus (wydanie kolekcjonerskie) (2003)
- Leben (2004)
- Live ErLeben (2004)
- Tagtraum (2006)
- Day And Night Live (2007)
- Sehnsucht (2008)
- Weltreise Pure Limited Edition (2008)
- Live ErLeben Limited Edition (2008)
- Sehnsucht Live (2008)
- Atemlos Live (2010)
- Lichtblick (2010)
- Sonne Live (2013)
- Symphonia (2014)
- Future (2016)
- Zeitreise (2016)

### Kompilacje
- Sleepingroom Vol.1 (2004)
- Schiller – Playlist (2007)
- Life [The Club Mixes] (2007)
- Timeline 1998-2011 (2011)
- Zeitreise – Das Beste von Schiller (2016)

### Single
- Das Glockenspiel (1998)
- Liebesschmerz (1999)
- Ruhe (1999)
- Ein schöner Tag (2000)
- Dream Of You (feat. Peter Heppner) (2001)
- Dancing with Loneliness (2001)
- Liebe (2003)
- Leben ... I Feel You (feat. Peter Heppner) (2003)
- Love (feat. Mila Mar)
- The Smile (2004)
- Die Nacht ... Du bist nicht allein (2005)
- Der Tag ... Du bist erwacht (feat. Jette Von Roth) (2006)
- Tired Of Being Alone (feat. Tarja Turunen) (2007)
- Sehnsucht (2008)
- Let Me Love You (feat. Kim Sanders) (2008)
- Time For Dreams (feat. Lang Lang) (2008)
- You (feat. Colbie Caillat) (2008)
- Breathe (feat. September) (2008)
- Porque te vas (feat. Ana Torroja) (2008)
- Zenit (feat. Klaus Schulze) (2008)
- Forever (feat. Kim Sanders) (2008)
- Sehnsucht (feat. Xavier Naidoo) (2008)
- Everything (feat. Helen Boulding) (2008)
- Try (feat. Nadia Ali) (2010)
- I Will Follow You (feat. Hen Ree) (2010)
- I Will Follow You Remixes (feat. Hen Ree) (2010)
- Always You-Innocent Lies (feat. Anggun) (2010)
- Sonne (feat. Unheilig) (2012)
- Lictermeer (2013)
- Swan Lake (feat. Albrecht Mayer) (2013)
- Sleepless (2013)
- Desert Empire (2013)
- Exposition (2013)
- Paradise (feat. Arlissa) (2016)
- Berlin Tehran (2018)
- Morgenstund (feat. Nena) (2019)
- Avalanche (feat. SCHWARZ) (2019)
- „Free The Dragon” (2021)

### Remiksy
- Sunbeam – Outside World [Schiller Remix] (1999)
- Supanova – Don't Break My Heart [Schiller Remix] (1999)
- Trance Allstars – The First Rebirth [Schiller Club Mix] (1999)
- U96 – Das Boot 2001 [Schiller Remix] (2000)
- Trance Allstars – Ready To Flow [Schiller Club Mix] (2000)
- Tyrell Corp. – Running 2.0 [Schiller Remix] (2000)
- Apoptygma Berzerk – Until The End Of The World [Schiller Remix] (2002)
- ATB – Let U Go [Schiller Remix] (2002)
- Gregorian – Join Me [Schill Out Mix] (2002)
- Sinéad O’Connor – Troy [Schiller Airplay Edit] (2002)
- Sinéad O’Connor – Troy [Schill Out Remix] (2002)
- Sinéad O’Connor – Troy [Schiller Club Mix] (2002)
- Trance Allstars – Lost In Love [Schiller Mix] (2002)
- Trance Allstars – Go [Schiller Mix] (2002)
- Mesh – Friends Like These [Schiller Remix] (2003)
- Máire Brennan – Show Me [Schiller X/Tended] (2003)
- Marianne Rosenberg – Er gehört zu mir [Schiller Remix] (2004)
- Mila Mar – Sense Of Being [Chill Out Remix by Schiller] (2004)
- Rammstein – Ohne Dich [Schiller Remix] (2004)
- Klaus Schulze And Lisa Gerrard – Liquid Coincidence 2 [Schiller Remix] (2008)
- Bernstein – Paradies [Schiller Remix] (2008)
- Polarkreis 18 – Allein Allein [Schiller Remix] (2009)
- Andrea Corr – Pale Blue Eyse [Schiller Remix] (2011)
- Udo Jürgens – Ich weiß, was ich will [Schiller Remix] (2014)
- Hélène Grimaud – Debussy: Préludes, L.117 (Live) [Schiller Remix] (2016)
- Peter Heppner – Once Again [Schiller Remix] (2018)

### Inne projekty
- Blüchel & von Deylen:
  - Bi Polar (2004)
  - Mare Stellaris (2004)
- Moya Brennan & Schiller – Eine Zukunft für den Michel (2005)